# Charles E. Wiggins

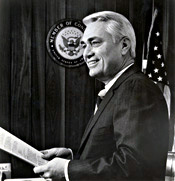
Charles E. Wiggins

Charles Edward Wiggins (* 3. Dezember 1927 in El Monte, Kalifornien; † 2. März 2000 in Las Vegas, Nevada) war ein US-amerikanischer Jurist und Politiker. Zwischen 1967 und 1979 vertrat er den Bundesstaat Kalifornien im US-Repräsentantenhaus; anschließend wurde er Bundesrichter.

## Werdegang
Charles Wiggins besuchte die öffentlichen Schulen seiner Heimat. Zwischen 1945 und 1948 sowie nochmals von 1950 bis 1952 während des Koreakrieges diente er in der US Army. Nach einem anschließenden Jurastudium an der University of Southern California in Los Angeles und seiner 1956 erfolgten Zulassung als Rechtsanwalt begann er in diesem Beruf zu arbeiten. Gleichzeitig schlug er als Mitglied der Republikanischen Partei eine politische Laufbahn ein. Zwischen 1954 und 1960 gehörte er der Planungskommission der Stadt El Monte an. Von 1960 bis 1964 saß er dort im Stadtrat; zwischen 1964 und 1966 war er dort auch Bürgermeister.
Bei den Kongresswahlen des Jahres 1966 wurde Wiggins im 25. Wahlbezirk von Kalifornien in das US-Repräsentantenhaus in Washington, D.C. gewählt, wo er am 3. Januar 1967 die Nachfolge von Ronald B. Cameron antrat. Nach fünf Wiederwahlen konnte er bis zum 3. Januar 1979 sechs Legislaturperioden im Kongress absolvieren. Seit 1975 vertrat er dort als Nachfolger von Andrew J. Hinshaw den 39. Distrikt seines Staates. In seine Zeit als Kongressabgeordneter fielen unter anderem das Ende des Vietnamkrieges und der Bürgerrechtsbewegung sowie im Jahr 1974 die Watergate-Affäre.
1978 verzichtete Charles Wiggins auf eine weitere Kandidatur. Seit 1984 bis zu seinem Tod war er Richter am Bundesberufungsgericht für den neunten Gerichtskreis. Er starb am 2. März 2000 in Las Vegas und wurde auf dem Nationalfriedhof Arlington in Virginia beigesetzt.